# Circus Electrique
Circus Electrique — компьютерная ролевая игра с элементами экономического симулятора, разработанная студией Zen Studios и выпущенная Saber Interactive для Microsoft Windows, PlayStation 4, PlayStation 5, Xbox One, Xbox Series X/S и Nintendo Switch в 2022 году. Действие игры происходят в фантастической стимпанковской версии викторианского Лондона. Игрок попеременно управляет работой цирка и посылает отряды, составленные из цирковых артистов цирка, в вылазки на улицы города для сражений с врагами-роботами. Игра получила посредственные отзывы обозревателей.

## Сюжет
Сюжет игры начинается с того, что персонаж по имени Амелия стоит возле цирка и вспоминает своё прошлое. На неё нападают роботы-полицейские, и Шталмейстер, глава артистов цирка, приказывает своим подопечным спасти её. После победы над роботами Амелия и Шталмейстер беседуют, и выясняется, что Амелия племянница Шталмейстера, которую он сильно обидел в прошлом. Амелия предполагает, что нападение связано с недавним событием и решает поговорить с доктором Морби. В лагерь цирка вбегает доктор Морби, преследуемый роботами-полицейскими, и артисты снова сражаются с роботами. После победы Амелия упрекает Морби в том, что активация силовой вышки привела к атаке роботов. Морби сообщает, что Лондонский мост исчез, но он может нарисовать карту для поиска моста. Морби остаётся в цирке на время, пока рисует карту, и хвастается своими возможностями, такими как дроны и полицейская чистота (которые помогают подслушивать врагов). Амелия отправляется к Лондонскому мосту и обнаруживает, что он стал невидимым. Фокусник Юджин (который был возле моста) нападает на Амелию. После победы Амелии над ним, он сообщает, что не понимает, как оказался здесь и почему весь в крови. Амелия находит сломанные очки Юджина и понимает, что STEEM-технология использовалась для создания иллюзии. Юджин соглашается вернуться в цирк с Амелией. В цирке Юджин объясняет, что иллюзия на мосту была создана с помощью очков STEEM, и доктор Морби подтверждает возможность контроля людей с помощью этих очков. Шталмейстер защищает Юджина, вспоминая его недостатки, но утверждает, он никогда не причинял вреда другому человеку по собственной воле. Амелия решает отправиться в главный офис компании STEEM. В офисе STEEM Эдвардс, представитель компании, показывает завод и цех по производству роботов. Он демонстрирует своего последнего робота — Тана, который нападает на Амелию. После победы над роботом Эдвардс объясняет, что нападение было случайной технической ошибкой, и соглашается на пресс-конференцию в доках Ватерлоо, чтобы прояснить ситуацию и все объяснить. Когда Амелия требует у него интервью. В цирке Амелия обсуждает с Шталмейстером планы по разоблачению Эдвардса, и Шталмейстер не верит, что Эдвардс специально отправил робота убить их. Доктор Морби рисует новую карту для доков Ватерлоо, отмечая, что они были построены STEEM для своих нужд. Амелия, Леон и артисты отправляются в доки Ватерлоо для то что бы найти Эдвардса.

## Разработка игры
В декабре 2021 года разработчик Zen Studios и издатель Saber Interactive анонсировали игру Circus Electrique. По словам разработчика и издателя, игра выйдет на платформах PlayStation 5, Xbox Series, PlayStation 4, Xbox One, Switch и PC. Она будет продаваться на цифровых сервисах, таких как Steam и Epic Games Store. Дата выхода игры 2022 год.
Также разработчики сообщили, какой будет игра и что будет происходить в игре. Они подчеркнули, что в игре будут присутствовать жанры викторианской эпохи и стимпанк. В июне 2022 года разработчики выпустили трейлер, в котором показали геймплей игры и то, как некоторые персонажи, которыми управляет игрок, сражаются. В июле 2022 года разработчики назвали дату выхода игры 6 сентября 2022 года. В этот день игра вышла, и был выпущен новый трейлер игры.

## Критика
| Сводный рейтинг       | Сводный рейтинг |
| Агрегатор             | Оценка          |
| --------------------- | --------------- |
| Metacritic            | 70/100          |
| OpenCritic            | 74/100          |
| «Критиканство»        | 80/100          |
| Иноязычные издания    |                 |
| Издание               | Оценка          |
| Nintendo Life         | 6/10            |
| Nintendo World Report | 7.5/10          |
| TouchArcade           | 3.5/5           |
| Русскоязычные издания |                 |
| Издание               | Оценка          |
| 3DNews                | 8.0/10          |
| GameMAG.ru            | 7/10            |

По данным агрегатора рецензий Metacritic, игра получила «смешанные или посредственные» оценки обозревателей.